# Monti dell'Hegiaz
I monti dell'Hegiaz sono una catena montuosa situata nell'omonima regione dell'Arabia Saudita occidentale. Si estendono in direzione nord-sud lungo la costa orientale del mar Rosso.

## Geografia
La scarpata costiera occidentale della penisola arabica è formata da due catene montuose, i monti dell'Hegiaz a nord e quelli dell'Asir più a sud, separati tra loro da una divisione più o meno a metà della linea costiera della penisola. Dai 2100 m, l'altitudine della catena diminuisce sempre più fino ai 600 m nelle vicinanze della suddetta divisione. La muraglia montuosa scende bruscamente sul lato occidentale verso il mar Rosso, sotto la quale si estende l'angusta pianura costiera della Tihamah. Il versante orientale, al contrario, non è così ripido, e ciò consente alle rare precipitazioni di creare oasi in prossimità delle sorgenti e dei pozzi dei pochi wadi.
Sui monti dell'Hegiaz, nella regione tra La Mecca e Medina, si trova il distretto della «culla dell'oro» (Mahd adh Dhahab), l'unico luogo conosciuto di tutta l'Arabia in cui sia possibile estrarre quantità notevoli di questo metallo.

## Idrografia
È stato ipotizzato che i monti dell'Hegiaz fossero la sorgente dell'antico fiume Pison, che veniva descritto come uno dei quattro fiumi associati con il Giardino dell'Eden. Questo è uno degli argomenti su cui si basano le ricerche dell'archeologo Juris Zarins, che situa il Giardino dell'Eden all'estremità settentrionale del golfo Persico, nei pressi del Kuwait.
Il corso di un fiume ormai prosciugato, l'attuale Wadi al-Rummah e la sua continuazione, lo Wadi al-Batin, è stato identificato da Farouk El-Baz dell'università di Boston e battezzato «fiume Kuwait». Questo scorreva in direzione nord-est attraverso il deserto saudita per 600 km, fino alle coste del golfo Persico. Si ritiene che il «Pison» o «fiume Kuwait» si sia prosciugato 2500-3000 anni fa, in correlazione con l'inaridimento della regione dell'Hegiaz.

## Passi di Montagna
I passi di montagna in Arabia Saudita sono chiamati Eaqaba, Eaqabat, Aqaba o Aqabat che significa ostacolo.
Attenzione alle continue frane e rocce in caso di tempesta e alle fitte nebbie che rendono ancora più difficile il viaggio.
Per ottenere i nomi dei passi montani ho utilizzato carte cartografiche in scala 1:50000 e 1:25000. Allo stesso modo, è stato utile anche l'uso di mappe digitali e strumenti online.
Di seguito verranno elencate le principali salite della catena montuosa.
| Nome                            | m.s.n.m | Asfaltata | Autoestrada |  |
| ------------------------------- | ------- | --------- | ----------- |  |
| Aqabat Suq ar Rubu              | 2520    | Si        |             |  |
| Eaqabat Maqsaa Althania         | 2510    | No        |             |  |
| Aqabat Mobil                    | 2235    | Si        |             |  |
| Al-Shafaa Pass                  | 2232    | Si        | 267 aut.    |  |
| Aqabat alsifah/Al-Saffah Pass   | 2205    | No        |             |  |
| Al-Hada Pass                    | 1986    | Si        | 15 aut.     |  |
| Aqabat Alsafihat/Al-Safiha pass | 1938    | Si        |             |  |
| Aqaba Al Figrah                 | 1760    | Si        | 328 aut.    |  |
| Unnamed Pass                    | 1460    | No        |             |  |
| Dufin Pass                      | 1390    | Si        |             |  |